# 昆明地铁6号线
昆明地铁6号线是昆明地铁的一条线路，又被称作昆明长水国际机场快速公交项目，该线连接昆明市区至昆明长水国际机场。一期工程于2010年3月开工建设，2012年6月28日通车运营。全长约18公里，首末班时间为每天6:20至22:20，发车间隔时间约15分钟，单程运行时间约23分钟，票价为0～4公里内2元起步，之后按实际乘坐里程“递远递减”跳档计价，跳档里程分别为5、7、9、11、13公里等，每跳一档，票价均按1元增加，以此类推。为配合昆明地铁3号线工程的建设，昆明地铁6号线于2016年3月起暂停观光试运行。停运期间，线路与3号线开展同步调试，并实施提升改造和功能完善工作，2017年8月29日与地铁3号线同步开通试运营。2020年9月23日，6号线二期开通运营，长约7.3公里。

## 历史
- 2010年3月18日，长水机场场内段（机场中心站-机场前站）开工建设。
- 2010年8月1日，6号线一期工程全线开工建设。
- 2011年4月28日，6号线大板桥站特大桥第一片梁实现成功浇筑。[2]
- 2011年6月22日，由中铁十八局集团四公司承建的昆明地铁六号线瓦角村隧道胜利贯通，这也是昆明地铁六号线工程首座贯通的隧道。[3]
- 2011年12月27日，6号线大板桥站至航空港南站区间开始了冷滑试验。
- 2011年12月30日，昆明地铁首列车在6号线大板桥站至航空港南站区间进行了第一次热滑试验。
- 2012年2月6日，昆明地铁6号线空载试运行开始。[4]
- 2012年6月28日，昆明地铁6号线正式投入运营。[5]
- 2016年3月5日，昆明地铁6号线暂停运营，开启提质调试工作。[6]
- 2017年8月29日，6号线东部汽车站-机场中心站段重新开通，机场前，大板桥两站投入使用，同时开通的还有昆明地铁3号线。[7]
- 2020年1月30日，为防控2019冠狀病毒病疫情，本线暂停运营。[8]
- 2020年2月22日，恢复运营。[9]
- 2020年9月23日，6号线二期开通运营。

## 线路与车站
昆明地铁6号线共设8站7区间。
一期工程于东部汽车客运站附近设起点站东部汽车站，与3号线换乘，之后沿机场高速公路北侧至新机场，并在大板桥镇附近设大板桥站，在过沾昆铁路之后设机场前站，之后以小半径转至航站楼前，并平行于航站楼设终点站机场中心站。6号线一期工程线路全长18.018公里，其中地下段长7.76公里，高架段长7.633公里。全线设站4座，其中高架车站1座，地下车站3座。
二期工程将西延伸4站4区间，西起于塘子巷（设塘子巷站），经拓东路、东郊路，下穿菊华立交桥（设菊华站）后，线路拐向北侧经归十西路、虹桥立交，在东部汽车客运站附近接入一期线路。二期线路长度为7.311公里，其中地下线长6.166公里，高架线长1.109公里，路基段27米，设车站4座，可同2号线换乘。二期工程最初规划起于巫家坝机场，后更改为位于昆明主城内拓东路附近的塘子巷站，可同2号线换乘。
| 分期 | 站名[1]    | 里程 （米）[2] | 站间距 （米）[2] | 换乘[3]          | 行政区        | 开通日期      | 站台设计         | 开门方向 |
| --- | ---------- | -------------- | ---------------- | ---------------- | ------------- | ------------- | ---------------- | -------- |
| 6号线二期工程 | 塘子巷     | 0              | 0                | █ 2号线          | 盘龙区/官渡区 | 2020年9月23日 | 地下岛式站台     | 右侧     |
| 6号线二期工程 | 岔街       | 未知           | 未知             | 不適用           | 盘龙区/官渡区 | 2020年9月23日 | 地下岛式站台     | 左侧     |
| 6号线二期工程 | 东郊路     | 未知           | 未知             | 不適用           | 官渡区        | 2020年9月23日 | 地下侧式叠式站台 | 右侧     |
| 6号线二期工程 | 菊华       | 未知           | 未知             | █ 4号线 黑土凹站 | 官渡区        | 2020年9月23日 | 地下岛式站台     | 左侧     |
| 6号线一期工程 | 东部汽车站 | 0              | 0                | █ 3号线          | 盘龙区/官渡区 | 2012年6月28日 | 地面岛式站台     | 左侧     |
| 6号线一期工程 | 大板桥     | 9730           | 9730             | █ 9号线（规划）  | 盘龙区/官渡区 | 2017年8月29日 | 高架岛式站台     | 左侧     |
| 6号线一期工程 | 机场前     | 15090          | 5360             | 不適用           | 官渡区        | 2017年8月29日 | 地下侧式站台     | 右侧     |
| 6号线一期工程 | 机场中心   | 17180          | 2090             | 不適用           | 官渡区        | 2012年6月28日 | 地下岛式站台     | 左侧     |
| 注释 |            |                |                  |                  |               |               |                  |          |
| 1 斜体标示的车站，尚未启用。 2 由于6号线2期工程区间（塘子巷-东部汽车站）里程信息暂无数据，故6号线1期工程区间（东部汽车站-机场中心）重新计算。 3 斜体标示的换乘，尚未启用。 |            |                |                  |                  |               |               |                  |          |

## 图片

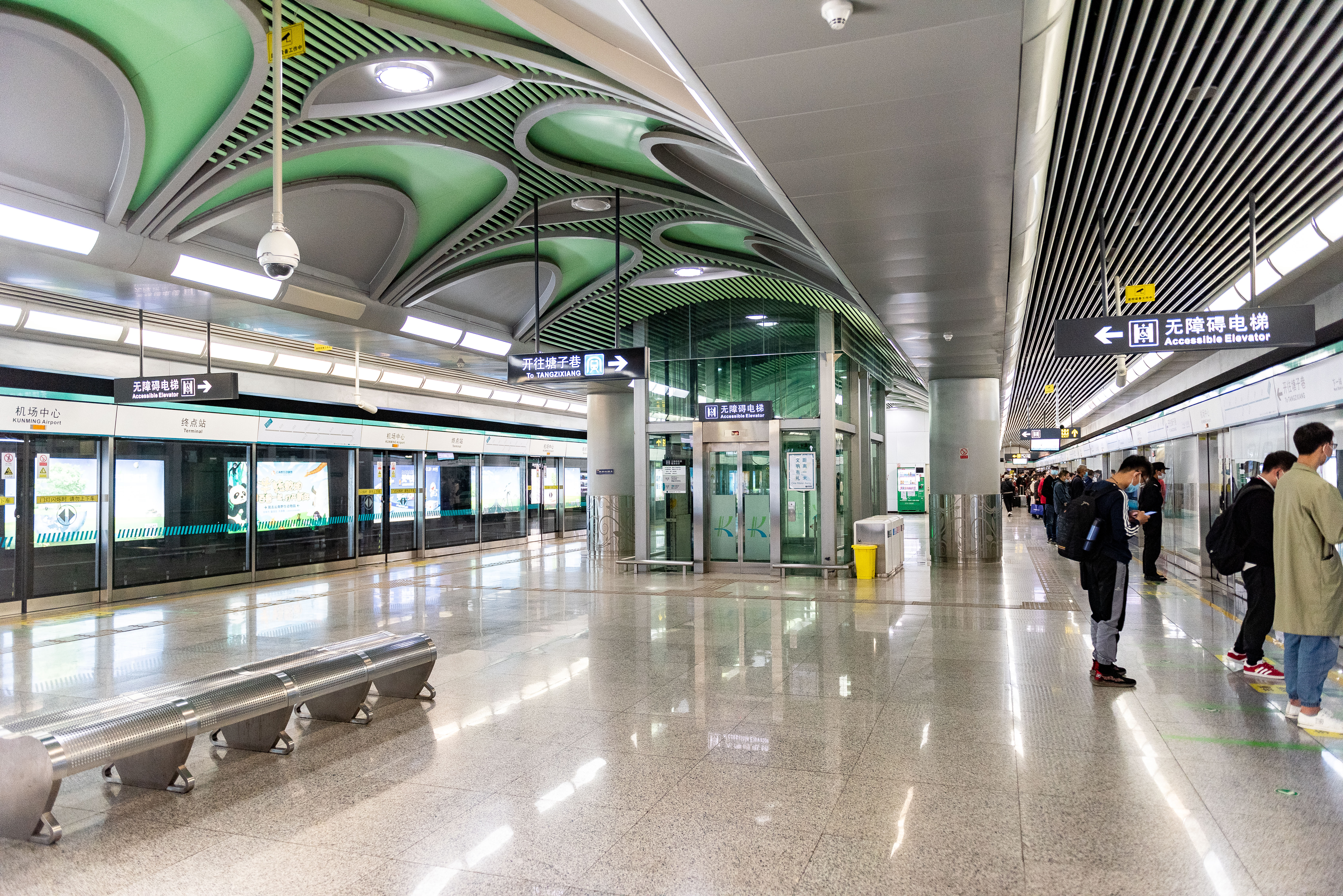
机场中心站
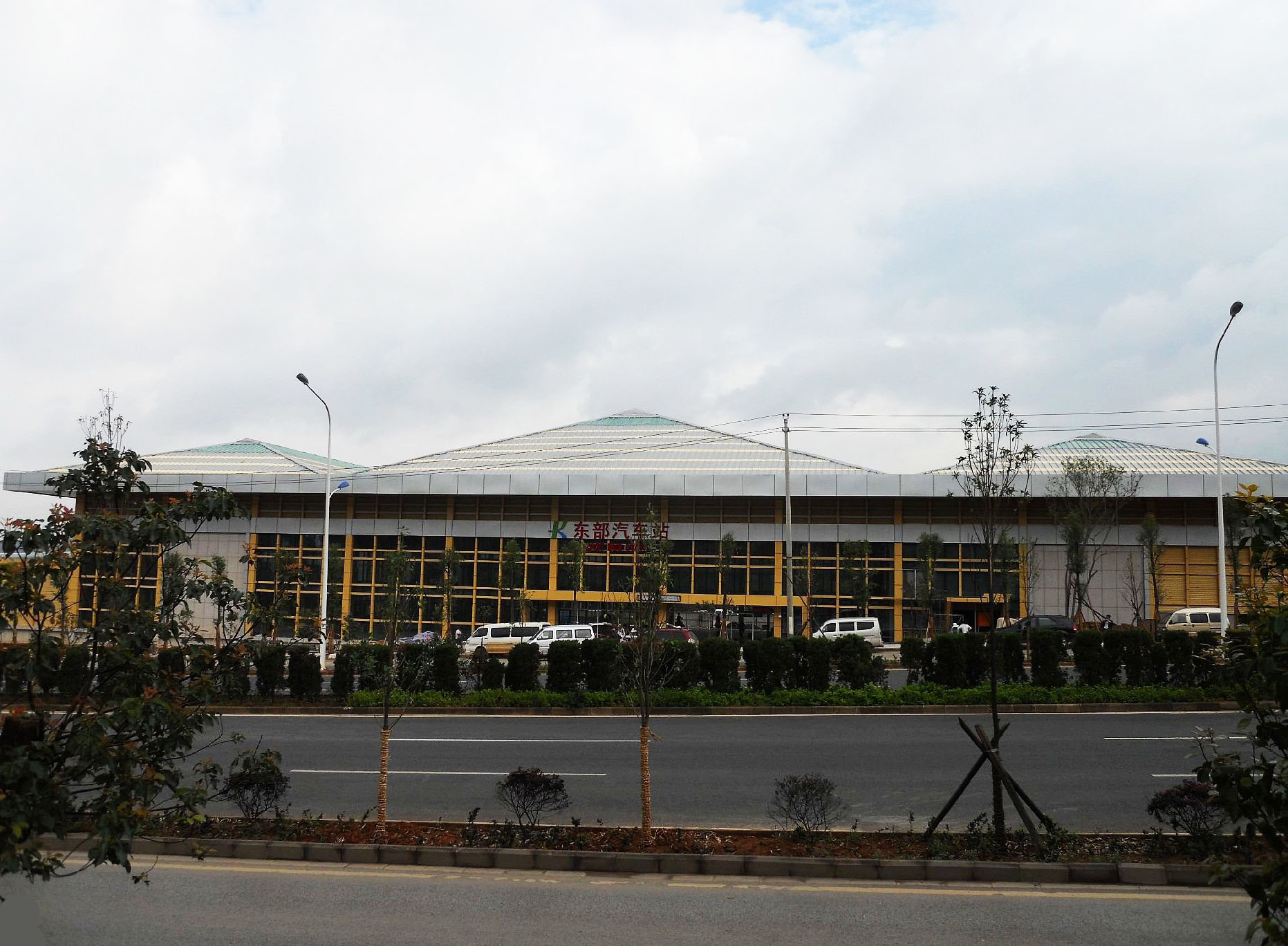
东部汽车站
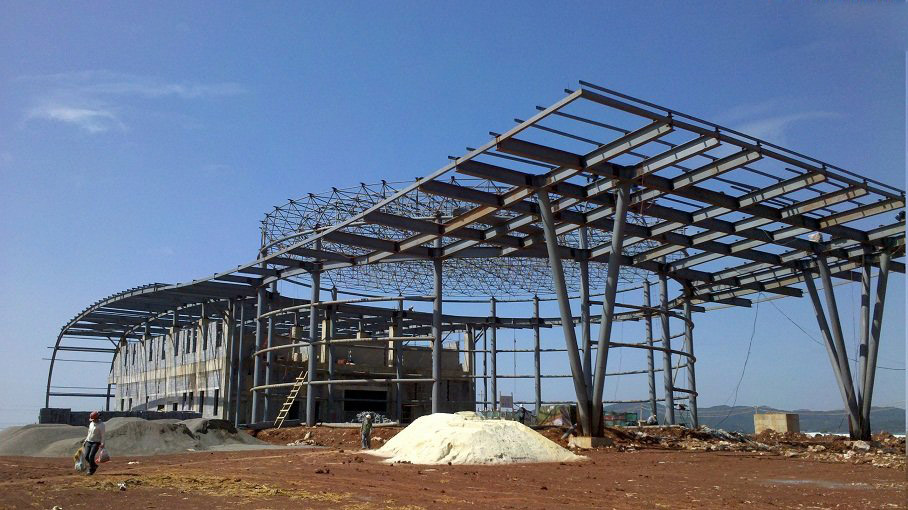
机场前站
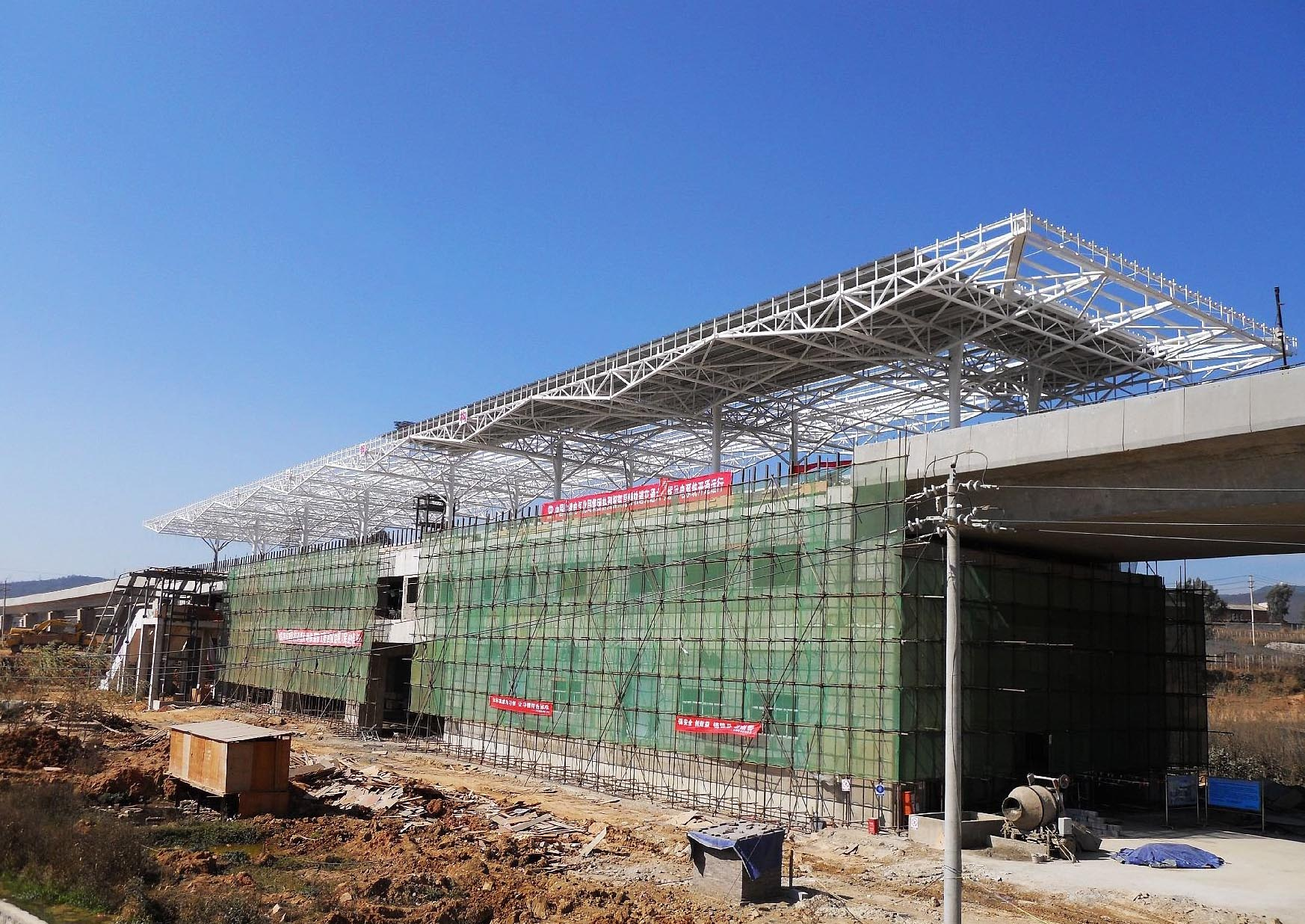
大板桥站
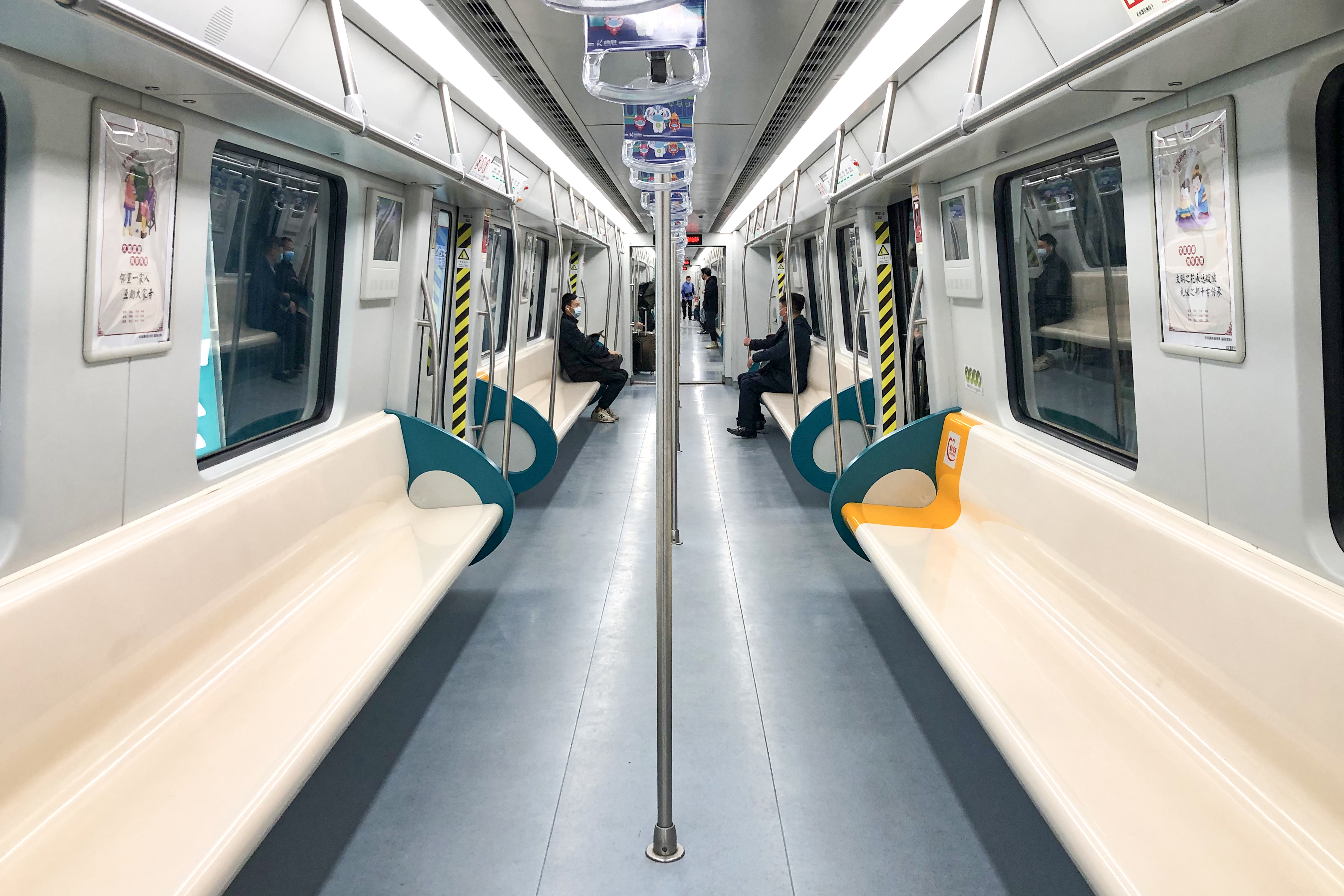
6号线车厢内部